# Monar
Monar – zintegrowany system przeciwdziałania narkomanii, bezdomności i zagrożeniom społecznym oraz niesienia szeroko rozumianej pomocy osobom pozostającym w trudnej sytuacji życiowej – samotnym, chorym na AIDS, skrzywdzonym przez los. Monar to apolityczna organizacja pozarządowa, stowarzyszenie, zarejestrowane w 1981 r. i działające na terenie całej Polski. Udziela pomocy rocznie ponad 20 tysiącom osób w 135 placówkach różnego typu. 

## Historia
Pierwszy ośrodek dla osób uzależnionych utworzony w październiku 1978 przez Marka Kotańskiego w Głoskowie i nazwany Monarem dał początek systemowi oddziaływań pomocowych skierowanych do osób uzależnionych, opartych na założeniach wspólnot terapeutycznych. Stał się także początkiem nowego ruchu społecznego na rzecz przeciwdziałania narkomanii, a od 1981 organizacji zarejestrowanej w sądzie pod nazwą „Stowarzyszenie MONAR”.
Marek Kotański – twórca i duchowy przywódca organizacji, pełnił funkcję przewodniczącego Zarządu Głównego Monar w okresie od 1981 do 2002. Od 2002 do 2017, po tragicznej śmierci Kotańskiego, funkcję przewodniczącej Zarządu Głównego pełniła Jolanta Łazuga-Koczurowska, psycholog kliniczny, twórca programów terapeutycznych adresowanych do dzieci i młodzieży, programów profilaktycznych i szkoleniowych, związana z Monarem od 1981 roku. Obecnie przewodniczącą ZG jest Elżbieta Zielińska. Siedziba stowarzyszenia znajduje się w Warszawie przy ul. Nowolipki 9b

## Struktura
Stowarzyszenie zatrudnia ponad 700 pracowników etatowych (psychologów, pedagogów, lekarzy, specjalistów i instruktorów terapii uzależnień) oraz ok. 300 wolontariuszy. 40% kadry merytorycznej Stowarzyszenia stanowią osoby, które same przeszły przez terapię Monaru.
Stowarzyszeniem kieruje 9-osobowy Zarząd Główny wybierany przez Walny Zjazd Członków Stowarzyszenia. Członkowie Zarządu reprezentują różne nurty działań Monaru, posiadają wieloletnią praktykę w prowadzeniu placówek i projektów. Stowarzyszenie prowadzi 14 Oddziałów Regionalnych w całej Polsce. Zrzesza razem 490 członków. Wielu członków Monaru zostało odznaczonych przez prezydenta Rzeczypospolitej Polskiej odznaczeniami państwowymi, odznaczeniami resortowymi i innymi nagrodami za całokształt pracy na rzecz ludzi najbardziej potrzebujących.

## Działalność
Monar posiada kompleksową ofertę oddziaływań w następujących obszarach:

### Profilaktyka uzależnień
Od 1981 r. Monar prowadzi szereg działań profilaktycznych na terenie całego kraju. Profilaktyka Monaru oparta jest na uniwersalnych wartościach takich jak dobroć, uczciwość, miłość, szacunek dla drugiego człowieka, odpowiedzialność za siebie i innych. Rozwijanie tych wartości i wiara w sens czynienia dobra to w koncepcji Monaru główne cele profilaktyki. Celem profilaktyki Monaru jest propagowanie życia bez narkotyków, promocja zdrowia i twórczego rozwoju indywidualnego.

### Leczenie, rehabilitacja i terapia osób uzależnionych
Stowarzyszenie oferuje osobom z problemem narkotykowym pomoc specjalistyczną w zakresie konsultacji, poradnictwa, terapii indywidualnej i grupowej oraz detoksykację, pomoc ambulatoryjną oraz stacjonarną terapię i rehabilitację dla osób uzależnionych. Z pomocy specjalistycznej Monaru mogą też skorzystać rodziny i bliscy osób uzależnionych. Monar prowadzi 28 poradni profilaktyki i terapii uzależnień oraz 30 stacjonarnych ośrodków rehabilitacyjnych w tym 5 specjalizujących się w pracy z młodzieżą. Poradnie udzielają rocznie ponad 95 tysięcy porad. W stacjonarnych ośrodkach prowadzonych metodą społeczności terapeutycznej korzysta rocznie ok. 2000 osób.

### Readaptacja społeczna
Stowarzyszenie Monar od 1993 r. prowadzi zorganizowaną pomoc dla osób bezdomnych, samotnych, chorych terminalnie, opuszczających zakłady karne, żyjących z różnych powodów na marginesie życia (wykluczonych społecznie). Ruch Wychodzenia z Bezdomności Markot to sieć 70 placówek – noclegowni, domów stacjonarnej pomocy oraz jadłodajni.
W ramach pomocy ludziom wykluczonym społecznie Monar prowadzi programy terapii alkoholowej, pomocy postpenitencjarnej, izbę chorych i pogotowie dla ludzi bezdomnych, programy pomocy hospicyjnej oraz centralny punkt pomocy psychologiczno-prawnej. Z pomocy Ruchu Wychodzenia z Bezdomności Markot korzysta bezpośrednio rocznie ponad 20 tysięcy osób.
Monar we współpracy z Centralnym Zarządem Służb Więziennych prowadzi programy w placówkach penitencjarnych oraz oferuje pomoc terapeutyczną osobom opuszczającym zakłady karne.

### Redukcja szkód
Dla osób używających narkotyków, Monar prowadzi programy niskoprogowe, których celem jest poprawa ich zdrowotnej i socjalnej sytuacji oraz programy redukcji szkód spowodowanych używaniem narkotyków, których celem jest przeciwdziałanie rozprzestrzenianiu się wirusa HIV, innych chorób zakaźnych oraz kryminalizacji. 13 poradni i punktów konsultacyjnych Monar w całej Polsce prowadzi programy redukcji szkód, oferując przede wszystkim poradnictwo prozdrowotne, edukację i informację. Stowarzyszenie wydaje biuletyn informacyjny „Monar na bajzlu” oraz prowadzi wymianę igieł i strzykawek. Programy te obejmują opieką ok. 4000 osób rocznie.

### Pozostałe działania Monaru
- Stowarzyszenie prowadzi aktywną politykę zagraniczną, realizując wiele projektów w krajach Europy Centralnej i Wschodniej oraz Środkowej i Wschodniej Azji oraz współpracując z organizacjami o podobnym charakterze z krajów Europy Zachodniej.
- Jest członkiem międzynarodowych i krajowych organizacji i stowarzyszeń, w tym Światowej Federacji Społeczności Terapeutycznych.
- W Stowarzyszeniu Monar obowiązuje kodeks etyczny i standardy pracy przyjęte we wszystkich organizacjach podobnego typu na świecie.
- Działania Monaru oparte są na środkach finansowych pozyskiwanych z budżetu państwa oraz od innych organizacji, sponsorów i darczyńców.

## Galeria

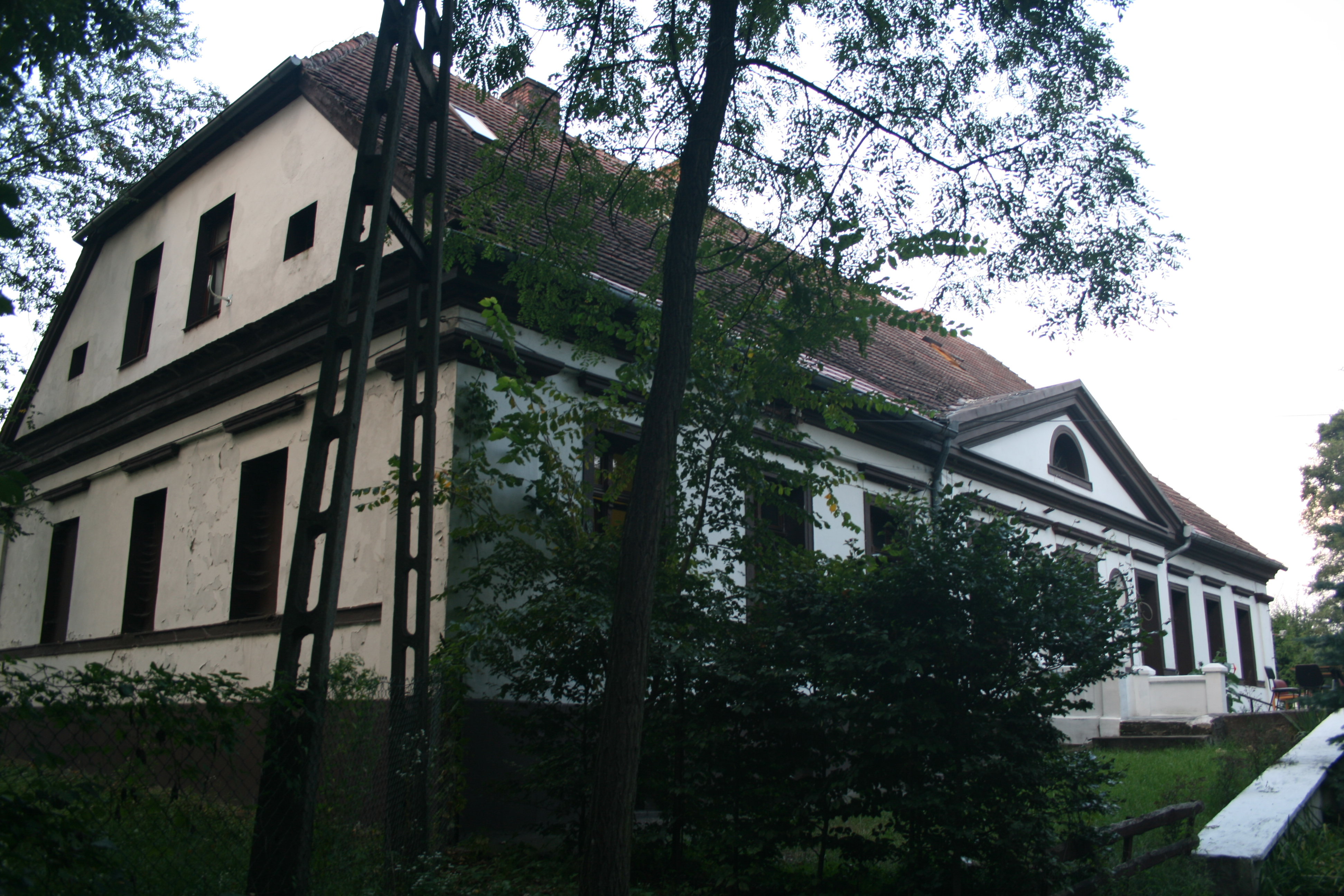
Dom dla Matek z Dziećmi Markot w Lędzinach-Zbicku (2014)
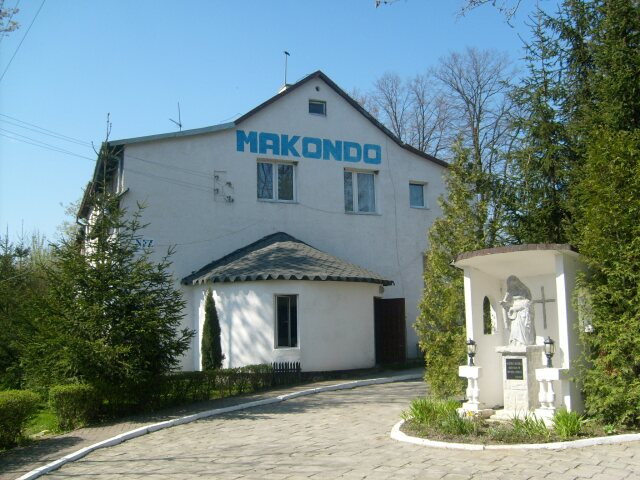
Ośrodek rehabilitacyjno-readaptacyjny Monar Makondo w Majdanie Kozic Dolnych
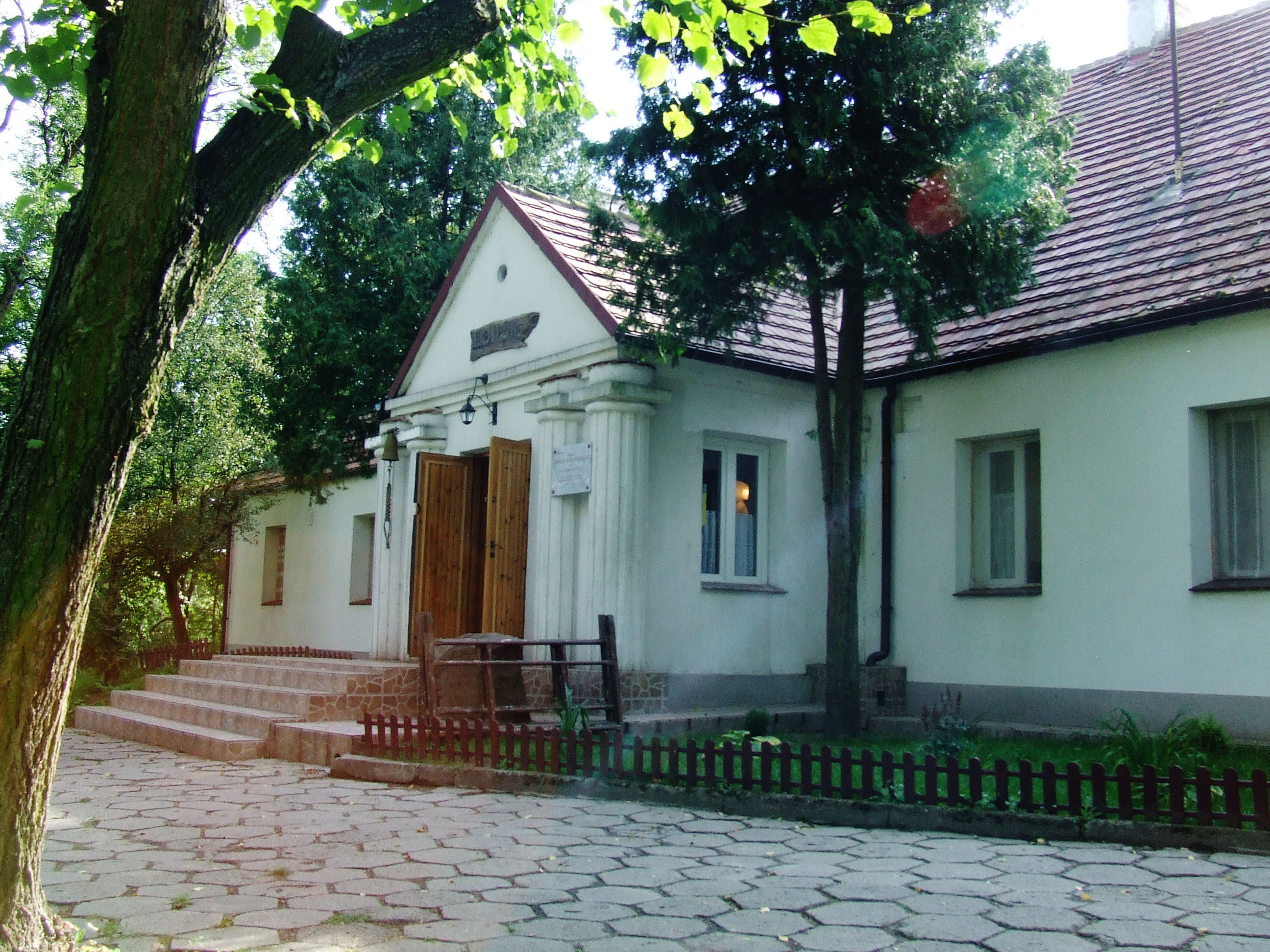
Ośrodek Leczenia, Terapii i Rehabilitacji Uzależnień w Głoskowie (2012)
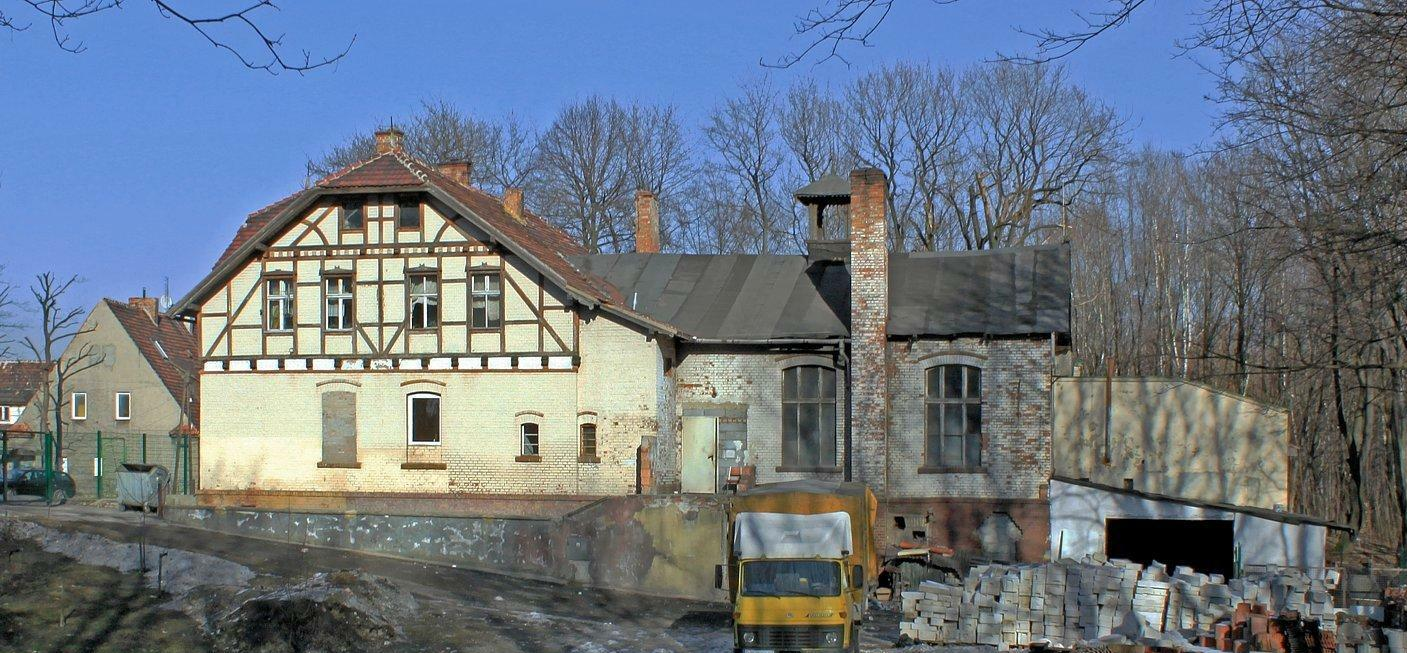
Schronisko dla Osób Bezdomnych Markot w Wałbrzychu (2011)
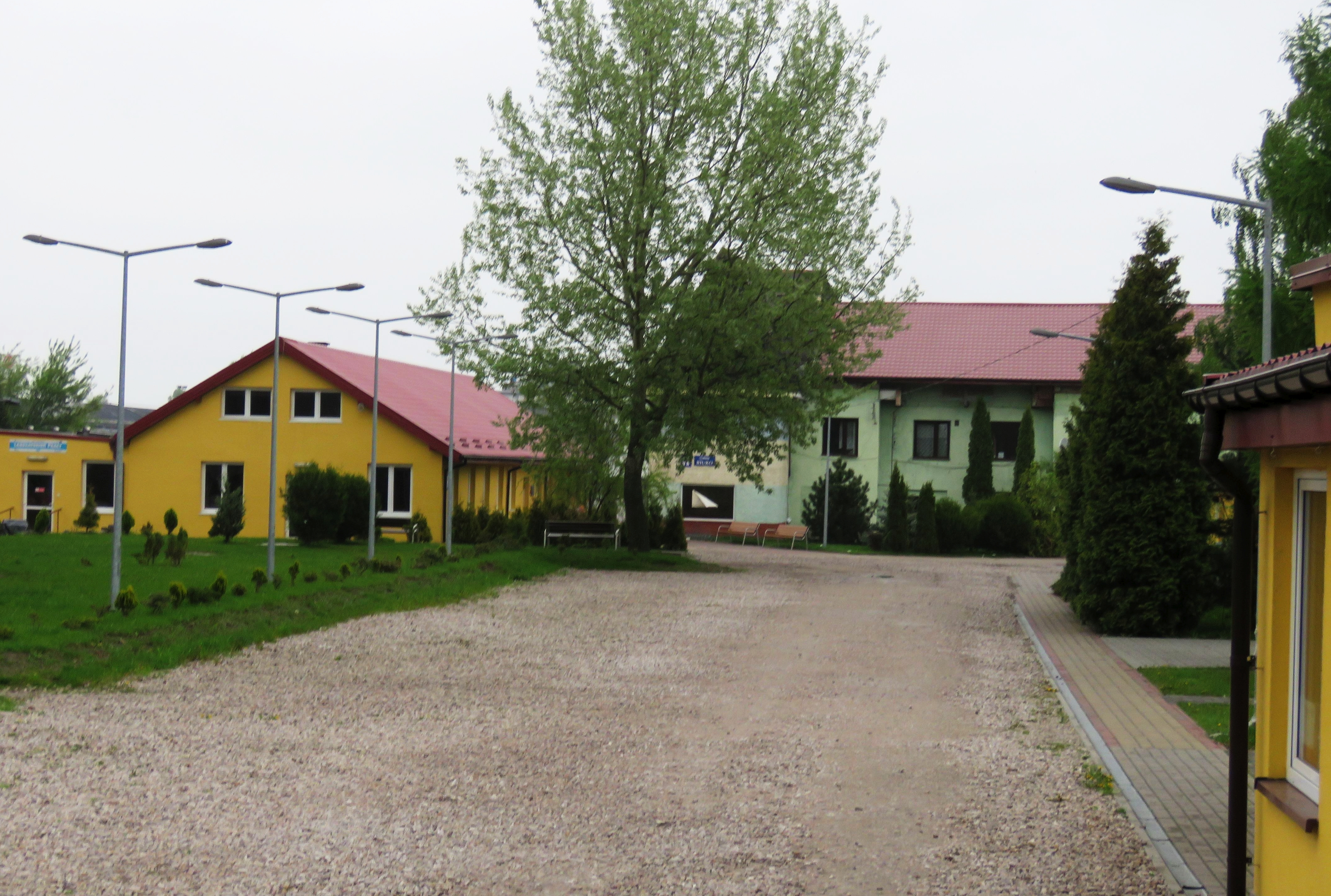
Centrum Pomocy Bliźniemu Markot w Oryszewie-Osadzie (2017)
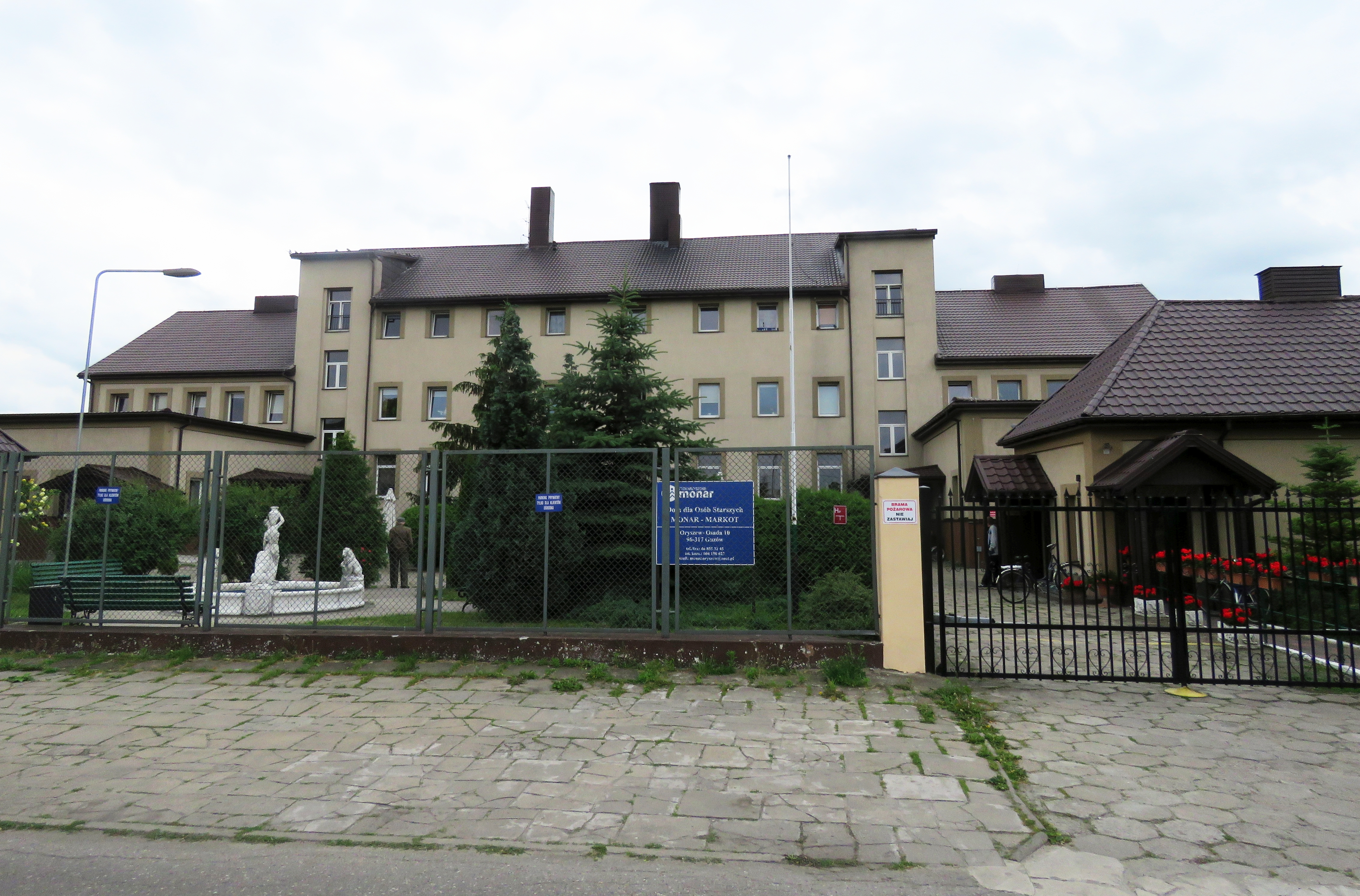
Dom dla Osób Starszych w Oryszewie-Osadzie (2017)
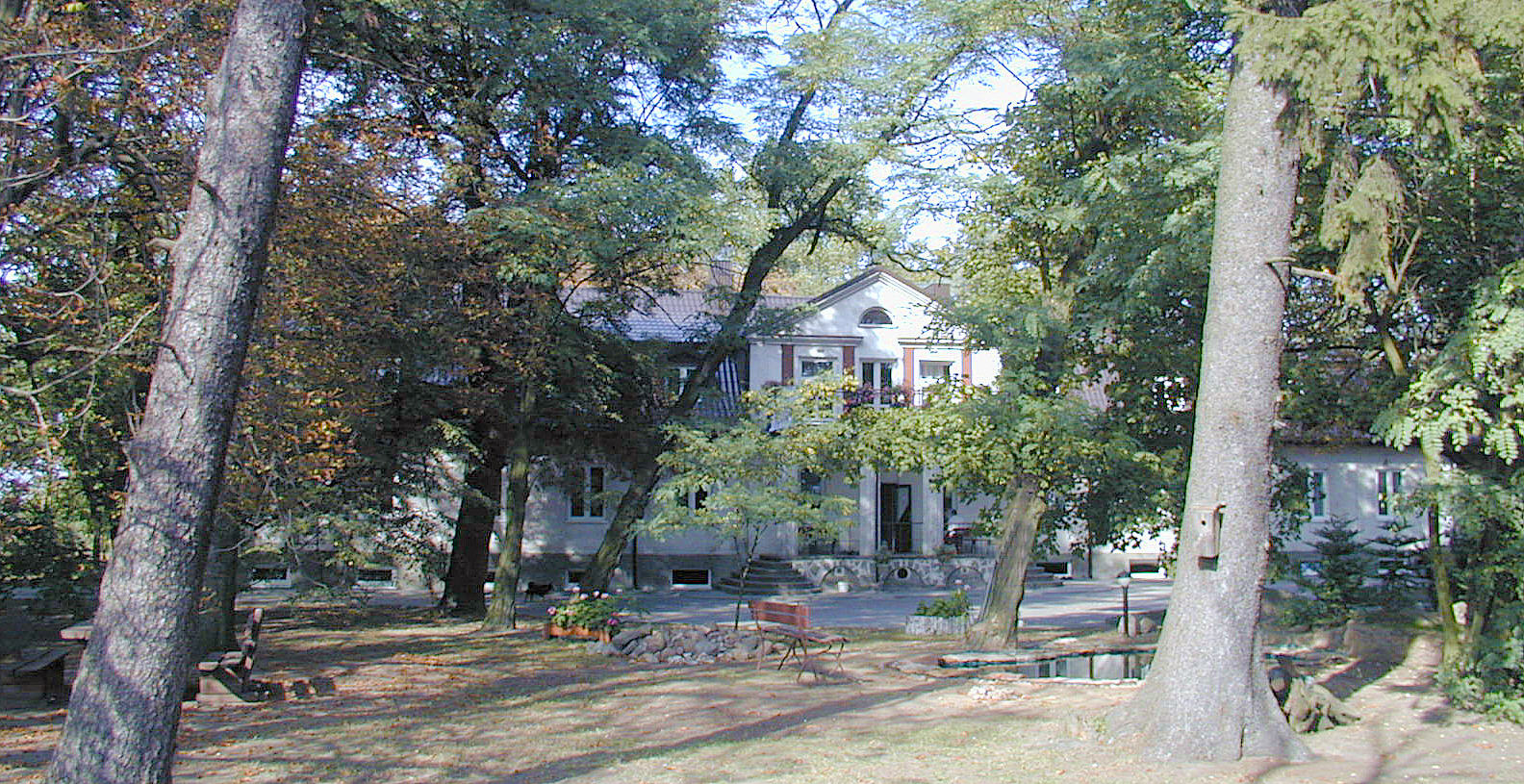
Ośrodek Leczenia, Terapii i Rehabilitacji Uzależnień w Kęblinach